# U.N. Squadron
U.N. Squadron est un jeu vidéo de shoot 'em up développé et édité par Capcom sur CP System en août 1989. C'est le premier épisode d'une série de jeux vidéo basés sur l'univers du manga japonais Area 88 (en),.

## Portages
- Super Nintendo : 1991
- Amstrad CPC : 1990
- Atari ST : 1990
- ZX Spectrum : 1990
- Commodore 64 : 1990
- Amiga : 1990

## Série
1. U.N. Squadron
2. Carrier Air Wing : 1990